# Dasystole triloba
Dasystole triloba là một loài bướm đêm trong họ Geometridae.